# Kuroda Kan'ichi
Pour les articles homonymes, voir Kuroda.
 (mars 2018).
Si vous disposez d'ouvrages ou d'articles de référence ou si vous connaissez des sites web de qualité traitant du thème abordé ici, merci de compléter l'article en donnant les références utiles à sa vérifiabilité et en les liant à la section « Notes et références ».
Kuroda Kan'ichi (黒田 寛一), né le 20 octobre 1927 et mort le 26 juin 2006, est un philosophe japonais du XXe siècle et théoricien de la société. 

## Biographie
Né à Fuchū, Tokyo, il est le fils d'un médecin descendant d'une famille importante de Fuchu, possédant une clinique privée, fermée depuis.
Il suit des cours de science dans son lycée de Tokyo, se destinant à la médecine, et appartient à l'école de football. Sa vision se dégrade considérablement à cause d'une tuberculose qui le force à étudier à  domicile. Après avoir quitté son lycée, il travaille à son compte comme éditeur.
Il commence à étudier la philosophie marxiste à l'âge de vingt ans, en 1947, à la suite de la défaite du Japon et de l'occupation américaine du Japon. À cette époque, le mouvement ouvrier au Japon était fort, mais très influencé par la politique soviétique. Kuroda a commencé à étudier de près les œuvres d'éminents philosophes japonais, comme Umemoto Katsumi, Kakehashi Akihide et Uno Kōzō.
Il forme avec Ryu Ota un "Groupe d'étude dialectique", autour d'un journal "Enquête" et s'oriente vers le trotskisme.
En 1956, à la suite de la révolution hongroise de 1956, Kuroda et son groupe rejoignent Kurihara Tōichi pour former la première organisation trotskiste de l'histoire du Japon. Kuroda a critiqué le "matérialisme mécanique" répandu dans le marxisme orthodoxe, et a développé, au lieu de cela, une théorie philosophique de "subjectivité matérialiste".
En 1958, après que le groupe Ota a scissionné de l'organisation, il est devenu président de la Ligue communiste révolutionnaire du Japon en décembre 1957.
Il est expulsé du parti à la suite d'accusations d'espionnage, suivi par ses partisans qui s'étaient rassemblés dans le Groupe marxiste révolutionnaire. 
En 1959, Kuroda est devenu le président de la Ligue communiste révolutionnaire du Japon - Comité national, formée sur la base de ce groupe.
En 1962, l'organisation se présente aux élections pour la chambre des conseillers, mais obtient seulement un peu plus de 20000 voix.
À partir de 1963, à la suite de désaccords théoriques avec la LCRJ-Comité National, Kuroda forme un nouveau parti, la Ligue communiste révolutionnaire du Japon (faction marxiste révolutionnaire), dont il restera la figure théorique principale jusqu'après sa mort, restant actif dans le groupe jusqu'à sa retraite en 1996. Ueda Takuma prend sa succession.
Le 26 juin 2006, il décède d'une insuffisance hépatique dans un hôpital de la ville de Kasukabe, dans la préfecture de Saitama, à 78 ans.
Il a écrit plus de cinquante livres publiés à la fois au Japon et dans d'autres pays sur des sujets tels que la philosophie marxiste, l'analyse de la société soviétique, de la culture historique japonaise, de la théorie et de la praxis pour construire une organisation, et la politique contemporaine. Il est le concepteur de la théorie de l'anti-impérialisme/stalinisme, critiquant les États-Unis, le Japon comme impérialistes et les pays "socialistes" comme staliniens.

## Travaux
- Hegel et  Marx, mai 1952
- La Destruction de la révolution, 1991
- Le Cauchemar de Gorbatchev , 1992
- La Praxiologie, 1998
- La Pensée de la révolution chez Kuroda, 2000
- L'Économie Politique d'Engels, 2000
- La dialectique de la Praxis, 2001
- Sur l'organisation de la Praxis, 2001
- Les études sur le Marxisme dans l'après-guerre au Japon, 2002
- La dialectique de la Société, 2003
- La méthodologie des Sciences Sociales, 2005